# Evangeline Wiles
Evangeline Wiles là một doanh nhân công nghệ người Nigeria. Bà là giám đốc điều hành của Kaymu, Nigeria.